# 자기자본비율
자기자본비율(自己資本比率, Capital adequacy ratio)은  국제결제은행(BIS)이 일반은행에게 권고하는 자기자본비율 수치이다. 보통 BIS 자기자본비율이라고 불린다. BIS에서는 자기자본비율의 10% 이상을 안정, 합격권으로 보고 있다. 
자기자본비율은 자기자본을 총자산으로 나눠 구하는데, 총자산을 산정할 때는 투자대상별 신용도에 따라 위험가중치를 부여한다. 예컨대 정부 발행 채권은 위험가중치 0%, 주택담보 대출은 50%이다. 자기자본비율이 8%를 밑돌면 해외에서의 차입과 유가증권 발행이 불가능해지는 등 소위 '부실은행' 취급을 받는다.